# Dead Island
Dead Island (Дед айленд, укр. Мертвий острів) — відеогра з відкритим ігровим світом у жанрах survival horror та action RPG, що вийшла у 2011 році. Розроблена польським розробником відеоігор Techland і опублікована німецькою студією Deep Silver для Microsoft Windows, Linux, OS X, PlayStation 3 та Xbox 360. Гра концентрується на виживанні у відкритому світі (повному заражених зомбі), з великим акцентом на бойових діях та створенні необхідних предметів (крафтінгу). Сюжет зосереджується на чотирьох персонажах, які вціліли і намагаються вижити й врятуватися з вигаданого острова Баной.
Анонс гри відбувся на E3 2006 року, але дату появи було відсунуто до 2011 року. Через відомий рекламний трейлер відеогри вона була широко очікувана. Dead Island побачила світ у вересні 2011 року та жовтні 2011 року в Японії. Гра, в цілому, отримала позитивні відгуки, критика ж торкалася технічних труднощів та глюків.
Самостійне розширення Dead Island: Riptide вийшло у 2013 році. Спін-оф, Escape Dead Island, був випущений 18 листопада 2014 року. Продовження Dead Island 2 повинно було з'явитися у 2016 році, але було затримано до 2018 року. Ремастеризована версія гри для PlayStation 4 і Xbox One з'явилася 31 травня 2016 року під назвою Dead Island: Definitive Edition. Вона поєднує в собі оригінальну гру з Riptide, всі DLC і 16-бітний сайд-скролер під назвою Dead Island: Retro Revenge.

## Ігровий процес
Dead Island базується на грі від першої особи у безпосередньо відкритому ігровому світі, що розділений на відносно великі області. Більша частина ігрового процесу побудована навколо бою (головним чином зброєю ближнього бою) та виконання завдань (квестів). Dead Island — це рольова гра, яка використовує ігровий процес для отримання досвіду. Гравець заробляє очки досвіду, виконуючи завдання і вбиваючи ворогів. Після підняття рівня, гравець отримує здоров'я й витривалість, і може вкласти одне очко навичок в дерево майстерності, тим самим, підвищуючи загальний рівень своїх навичок.
Бойові дії відбуваються як через прямий фізичний контакт, так і через використання зброї ближнього бою чи вогнепальної зброї. В першій чверті гри Dead Island більше зосереджена на зброї ближнього бою, (до того моменту, поки недоступна вогнепальна зброя); і складається з тупої і різальної зброї. Зброя ближнього бою також може бути використана як метальна зброя в будь-якій точці гри. Зброя з'являється випадковим чином і розташовується в заздалегідь визначених місцях, а також знаходиться на деяких ворогах; в неї є унікальна статистика, яка зазвичай залежить від поточного рівня гравця. Кожна зброя може бути покращена тричі, щоб збільшити свою функціональність. Також більшість зброї може зазнати індивідуальну модифікацію на основі схем, щоб додати спеціальні функції, такі як цвяхи або електрифіковані леза чи отрута. Ця зброя буде зношуватися при постійному використанні і потребує ремонту та уважного догляду.
Існує також показник витривалості, який вказує, що після певної кількості фізичних дій, таких як біг, стрибки або розмахування зброєю — персонаж повинен зупинитися, щоб відновити свої сили. Бій із зомбі, що має високий рівень приводить до того, що гравець швидко втомлюється і потенційно гине. В грі представлені зомбі «особливого класу», що є більш потужними, ніж стандартні зомбі. Гравці повинні використовувати ліхтарики в темних областях і під час нічних експедицій, що додає «атмосферності».
Зомбі у грі мають різні здібності, наприклад такі як «Walkers», в стилі кінорежисера Джорджа Ромеро, або інфіковані істоти в стилі «28 днів потому». Є також інші спеціальні зомбі у стилі Left 4 Dead.

## Сюжет

### Опис гри
Події Dead Island відбуваються в липні 2006 року на вигаданому острові Баной, пишному, тропічному курорті, розташованому біля східного узбережжя Папуа-Нової Гвінеї, на північ від Австралії. Останніми роками Баной вдалося модернізувати завдяки своїй туристичній індустрії, але багато районів острова все ще дикі, примітивні та недоторкані сучасним світом. Навіть попри те, що його столиця Моресбі була заснована австралійськими поселенцями в 1895 році, багато внутрішніх районів острова в глибині джунглів ще ніколи не бачили західні очі.
Баной відомий на міжнародному рівні як місце розташування популярного курорту Royal Palms, розкішного п'ятизіркового курортного готелю, який часто приваблює дуже відомих людей і влаштовує дикі танцювальні вечірки. Баной також містить тюрму з максимальним рівнем безпеки біля узбережжя на меншому острові. Вона була створена як приватна зона максимальної безпеки для міжнародних терористів та злочинців.
На острові присутні сучасні поліцейські сили та власні військові, які називаються Сили Оборони Острова Баной (B.I.D.F.) — які відповідають за захист і безпеку Баной.

### Основна кампанія

Сянь Мей — одна з чотирьох головних героїв Dead Island відбивається від зомбі. Спеціалізація героя — ріжуча зброя.

Вночі, після крутої вечірки, чотири головні герої (далі «вцілілі»): репер Сем Бі, адміністратор готелю і одночасно китайській шпигун Сянь Мей, колишня футбольна зірка Логан Картер та екс-офіцер поліції Парна — прокидаються від «Голосу» який надходить з інтеркому (система внутрішнього зв'язку) і керуючись ним намагаються евакуюватися з готелю. Вони виявляють, що більшість населення інфіковані заразною чумою, яка перетворила їх на психопатичних істот, що харчуються сирим м'ясом. Після сутички з одним із інфікованих, герої (персонаж яким керує гравець) втрачають свідомість, щоб згодом зрозуміти, що їх витягнув з готелю місцевий рятувальник Джон Синамой. Чотири вцілілих розуміють, що вони, очевидно, мають імунітет від інфекції, а також втратили зв'язок з «Голосом». Вони отримують доручення від свого рятівника Синамоя спробувати знайти запаси і звернутися за допомогою до зовнішнього світу. Коли стає очевидним, що курорт не має достатніх запасів, щоб вижити протягом тривалого часу, Синамой, замість цього, пропонує їм поїхали в місто Моресбі, щоб там знайти допомогу. Вцілілі виїжджають разом з Джин — дочкою вкушеного механіка, який модифікує бронемашину, яку вони використовують для виходу з курорту.

### Кампанія за Райдера Уайта
За два тижні до спалаху відбулося опитування командуванням Райдера Уайта, полковника Австралійської армії. Він був поінформований про майбутні цілі і відповів, чи зможе вбити будь-кого без зайвих питань. Полковник погодився з усім, включаючи, після деяких коливань і свою дружину Емілі. Двоє людей, що спостерігали опитування, зазначають це і направляють його на Баной, де також працює Емілі. Вони гадають, що «через неї він не натискатиме кнопку».
Після  зомбі-спалаху, Уайт відповідає за бомбардування мостів, з метою уповільнення інфекції, але його гелікоптер падає в Моресбі, коли другий пілот обертається на зомбі. Через загрозу, що головний міст у Моресбі залишається неушкодженим, він продовжує процес підготовки руйнації Расколу і самостійно здійснює знищення. З ним виходить на зв'язок Емілі, яка переховується у в'язниці за допомогою людини, відомої як Кевін. Після повернення з Моресбі, Райдер дізнається від Емілі, що її вкусив один із зомбованих пацієнтів. Попри прохання залишити її, він кидається у в'язницю, намагаючись врятувати свою дружину, перш ніж влаштовувати ядерний удар для очищення острова. До того часу, коли приходить Райдер, Емілі майже перетворюється. Згодом Кевін контактує з Райдером через інтерком, пропонуючи допомогу також і йому. Однак, коли вони зустрічаються, Райдер ідентифікує Кевіна як Харона, горезвісного хакера, пов'язаного з тероризмом. Однак, не маючи інших варіантів, він виконує інструкції Харона щодо відновлення аварійної енергії та пошуку антибіотиків для Емілі, одночасно відбиваючись від озброєних вцілілих в'язнів. Харон також розповідає Райдеру про те, що він пережив на шляху до антидоту.
Після ін'єкції антибіотика Емілі, Харон повідомляє Уайту, що наближається група в'язнів, щоб помститися за тих в'язнів, яких Райдер вбив, щоб отримати тетрациклін. З вбитими в'язнями Райдер вирушає до контрольної кімнати в Блок C, де зустрічається з Хароном. Він дізнається, що Харон стоїть за смертю вчених, зокрема доктора Уеста, в лабораторії, але приховує свою підозру. Потім йому доручено зачистити зомбі в душовій кімнати Блоку C до приходу Героїв. Після того, як душова кімната була очищена, Райдер повертається каналізацією в контрольну кімнату. Підслухавши розмову Харона з групою (головними героями), він виясняє, що Харон і є той самий «Голос». Роздратований Райдер погрожує вбити Харона через використання як шантажу Емілі і примус зрадити свою країну. Харон, в свою чергу, запевняє його, що у групи є «протиотрута», і що Герої не будуть довіряти ні Райдеру, ні Харону, якщо виявиться, що вони ніколи не говорили з Райдером (герої вважали, що за «Голосом» стояв Райдер). Потім Харон наказує Райдеру встановити  пастку із снодійнимим газом над ліфтом, який група використовуватиме для того, щоб викрасти для них протиотруту — щоб, таким чином, уникнути необхідності проводити з ними будь-які переговори. Після розміщення пастки і повернення в контрольну кімнату, Харон і Райдер спостерігають, як герої проходять через газ. Але перед тим, як вирушити на пошук газу, Райдер знищує комп'ютер в контрольній кімнаті, аби Харон не зміг чогось уткнути. Потім він замикає Харона в контрольній кімнаті і пояснює, що збирається отримати протиотруту для Емілі. Харон відповідає на це заявою, що антидот буде працювати тільки на людях, що перебувають на ранніх стадіях інфекції, а Емілі вже пройшла перші етапи. Шокований цими словами, Райдер швидко біжить до Емілі у відділення інтенсивної терапії. Після того, як Райдер уходить, Харон розкриває йому, що має приховану картку резервної копії і засмучує заявою, що Райдер повинен був вбити його, коли мав такий шанс.
Побоюючись запізнитися, Райдер забирає протиотруту в групи і відчайдушно б'ється з безліччю хвиль зомбі, щоб повернутися до Емілі. Знайшовши Емілі, Райдер розуміє, що вона вже стала інфікованою. Райдер Уайт обіцяє зробити повний антидот із сироватки. Він приносить Емілі на дах, де з'ясовує, що Харон настроїв групу героїв проти нього. Далі Джин відпускає Емілі, щоб атакувати Райдера, змушуючи його вбити її  у відповідь. Тоді Райдер вводить собі протиотруту, і лише для того, щоб зрозуміти, що антидот був насправді покращеною версією чуми, яка перетворює його в потужного Спеціального інфікованого. Група його вбиває. Далі вцілілі втікають в пошуках безпеки, використовуючи гелікоптер Райдера. З'ясовується, що Харон планує використовувати Єрему, яку  доктор Уест називав  «безсимптомним носієм», щоб поширювати чуму. При цьому на його обличчі з'являється посмішка.

### Персонажі
- Сем Бі (озвучений Філом Ламарром[en]) — посередня реп-зірка з Нового Орлеану. Автор одного хіта. Запрошений курортом Royal Palms для виконання своєї відомої пісні «Who Do You Voodoo» на вечірці готелю. Залюбки погодився на цей концерт. Досить сильний, впевнений у собі та гордий, Сем Бі мав неспокійне минуле та історію зловживання наркотиками та алкоголем, після чого його приватне життя затьмарилось підробленими друзями та поганими порадниками. Він вважав, що цей концерт у Баной був його останнім шансом повернутися до вершини. Сем Бі спеціалізується на тупій зброї, яка стає дуже корисною під час чуми.

- Сянь Мей (озвучена Кім Май Гест) — портьє курорту Royal Palms. Народжена і вихована командувачем міліції, який загинув на службі в Китаї — вона таємно працює шпигуном для китайського уряду. Щоб приховати свою таємну діяльність, Сянь виконує рядові завдання готелю (як це й помітно на відкритті, де вона допомагає хворим гостям). Вважається, що вона добре оберігає свій секрет шпигунства, оскільки всі посилаються на неї як на співробітника готелю. Проте, під час сцени порятунку Джин, Парна стверджує, що знає справжню натуру Сянь. Швидка і гнучка Сянь добре володіє холодною зброєю.

- Логан Картер (озвучений Девідом Кайє) — колишня зірка американського футболу, зіпсований життям і  успіхами на будь-який смак. На жаль, власне его нарешті поклало кінець його яскравому майбутньому. Взявши участь у безрозсудній вуличній гонці з трагічними наслідками, Логан не тільки вбив молоду жінку — свого нещасного пасажира — але й також зламав коліно, поставивши хрест на власній спортивній кар'єрі. Відбулося падіння з зіркового п'єдесталу і він швидко занурився в гірке та відчайдушне життя. Щоб позбавитись кривавого минулого Логан вирушає на відпочинок до Баной. Під час епідемії Логан продемонструє свої навички в метальній зброї .[6]

- Парна (озвучена Петою Джонсон) — колишній офіцер з австралійських аборигенів поліції Новий Південний Уельс[en](New South Wales Police Force), яка згадується в грі як «відділ поліції Сіднея». Її кар'єра завершилась, коли вона вистрілила і поранила розбещувача неповнолітніх (новелизація суперечить цьому, стверджуючи, що їй вдалося його вбити), якого не можна було притягнути до відповідальності через його багатство та зв'язки. Згодом Парна починає працювати охоронцем для VIP-осіб в небезпечних місцях в усьому світі. Найчастіше її наймають через зовнішній вигляд (а не тільки через навички), оскільки багаті чоловіки не проти того, щоб на вечірках бути поруч з такою привабливою жінкою. Парна заявляє, що хоче вбити збоченця після повернення з Баной. Найбільшу майстерність проявляє з вогнепальною зброєю.

- Райдер Уайт (озвучений Джо Ганна) — полковник австралійських сил оборони (Australian Defense Force), який спілкується з героєм в Chaos Overture, надаючи напрямків для втечі. Райдер також контактував з вцілілими в Будинку Відпочинку, порадивши їм евакуацію до Башти Рятівників. Коли герой знову може спілкуватися з Райдером в готелі з Домініком, з'ясовується, що той перебуває на тюремному острові заради своєї пораненої дружини, Емілі Уайт. У «Кампанії Райдера Уайта» згодом з'ясувалося, що Райдер не був тим «Голосом» з основної кампанії, а Харон, також знаний як Кевін, видавав себе за нього і був справжнім лиходієм гри.

## Розробка
Розробка гри відбувалася щонайменше з 2005 року. Перша назва звучала як «Island of Living Dead» (Острів живих мерців).
Творці Dead Island — студія Techland і Адріан Чижевський, спочатку анонсували появу гри на 8 серпня 2007 року, але згодом заявили що вихід затримується до 2008 року.
У проморолику до гри, створеному британською анімаційною студією Axis Productions і режисером Стюартом Айткеном (Stuart Aitken), було показано перетворення маленької дівчинки на зомбі шляхом використання нелінійної послідовності. Бен Парфітт (Ben Parfitt) з MCV  високо оцінив сам трейлер, але критикував онлайн-реакцію на нього, написавши: «Це відео, яке використовує образ мертвої дівчини та картину її загибелі, щоб створити емоційний зв'язок з продуктом». Джейсон Шрейер (Jason Schreier) з Wired вигукнув, що «Це можливо найкращий відеоролик до гри, який він коли-небудь бачив, чудовий, добре відредагований та емоційно привабливий». Однак, Wired застеріг, заявивши, що Techland не зробив трейлер, і що «кожен здивований коротким фільмом, а не самою грою».
Офіційний тізер, з використанням різних аспектів геймплею, під назвою «Part 1: Tragedy Hits Paradise» побачив світ 17 травня 2011 року. Наступний трейлер під назвою «Part 2: Dead Island Begins» з'явився 6 червня 2011 року, разом з оголошенням про випуск гри (який був встановлений для США на 6 вересня 2011 року і на 9 вересня 2011 року для світового випуску).
При створенні зомбі для гри використовувались повністю змодельовані шари м'яса та м'язів, що означало, що вони мають багатошарову систему пошкоджень із травмами в реальному часі.
9 серпня 2011 року компанія Deep Silver оголосила, що розвиток Dead Island завершився і почалося виробництво.

## Маркетинг

Офіційні логотипи Dead Island. Оригінальний логотип знаходиться зверху. Нижній — після цензури.

У Австралії колекційне видання було доступне у формі попереднього замовлення для EB Games. Це колекційне видання постачалося разом з гарнітурою Turtle Beach X12, контентом завантаження Ripper weapon (Різальна зброя) і контентом завантаження Bloodbath Arena (Арена Кривава баня). Колекційне видання для Канади також містило DLC Ripper і Bloodbath. 20 липня Dead Island став доступним для попередньої покупки на Steam у варіантах: єдиний примірник гри за повну ціну, або чотири пакети, плюс одна копія безкоштовно. Обидві копії та чотири пакети включають в себе DLC Ripper і Bloodbath.
Користувачі PlayStation Home (північноамериканської версії), яка є  соціальною ігровою мережею PlayStation 3, могли попередньо замовити для свого Домашнього аватара гру Dead Island зі спеціального кіоску в Central Plaza (домашній центральний пункт зустрічей, перероблений для цієї акції; і включає в собі міні-гру Zombie Survival), а також отримати «Exploding Zombie Outfit» (укр. Вибуховий Зомбі Одяг), який дозволяє дистанційно вибухати.
Deep Silver фінансує чотирисерійну серію комедійних короткометражних фільмів під назвою Dead Island: Secret Origins, написаних і зіграних через Talkradar журналістами вебсайту відеоігор GamesRadar. Фільм зображує вигадані версії героїв, які подорожують Мертвим островом і врешті перетворюються на зомбі. Існує також новелизація під таким самим ім'ям, яке створили Bantam Books в той самий день, щоб супроводжувати гру. Новелізація дещо відрізняється від гри, з більш зрілими темами та альтернативним закінченням, які, напевно, не підходять для гри.
21 березня 2011 року ліцензіар із виробництва ігор ESRB оголосив, що оригінальний логотип Dead Island не підходить для випуску в Північній Америці, і Deep Silver було запропоновано змінити його. Замість шибеника на оригінальному лого, з'явився зомбі, що стоїть біля дерева. Ця зміна логотипа з'являється на ігровій коробці випуску для Північної Америки (логотип в грі, однак, залишається незмінним), при цьому логотип залишається незмінним на інших територіях. В Австралії гра вийшла на один день раніше передбачуваної дати виходу — 9 вересня від EB Games.
Користувачам Xbox Live, що мають Золоте членство, в рамках програми Microsoft  «Ігри з золотом», Dead Island був запропонований безкоштовно. Він був доступний для завантаження з Xbox Live до 15 лютого 2014 року.

## Відгуки
| Агрегатор    | Оцінка                                   |
| ------------ | ---------------------------------------- |
| GameRankings | (PC) 77.80% (X360) 72.84 % (PS3) 71.78 % |
| Metacritic   | (PC) 80/100 (X360) 71/100 (PS3)71/100    |

| Видання                                  | Оцінка |
| ---------------------------------------- | ------ |
| Computer and Video Games                 | 6.5/10 |
| Edge                                     | 3/10   |
| IGN                                      | 8/10   |
| Official Xbox Magazine (Велика Британія) | 7/10   |
| Official Xbox Magazine (США)             | 8/10   |

### Критика і оцінки
Dead Island загалом отримав позитивні відгуки від критиків. Сукупні огляди вебсайтів GameRankings і Metacritic дали ПК версії 77.80 % і 80/100, Xbox 360 версії 72.84 % і 71/100 і PlayStation 3 версії 71.78 % і 71/100.
IGN оцінив гру на 8.0 / 10, критикуючи ігрову презентацію, глюки, різні помилки для консолей та завантаження текстур, але хвалили атмосферу та загальне відчуття гри, підсумувавши, що плюси в грі досить значні, щоб переважити її мінуси. Офіційний журнал Xbox (Велика Британія) оцінив гру на 7,0 / 10, зазначаючи, що, поки їй бракує потенціалу, якого все ж більш ніж достатньо, щоб компенсувати в ній проблеми.  Американська версія Xbox оцінила гру на 8.0 / 10. Computer and Video Games присудили грі більш негативну оцінку 6,5 / 10, заявляючи: «Цей бюджетний зомбі-трилер не надто гарний, але може захопити культом продовження». Натомість журнал Edge дав Dead Island 3 / 10 балів, посилаючись на дуже велику кількість ігрових і технічних проблем.
Версія гри для Microsoft Windows також отримала багато негативних відгуків від журналів і вебсайтів, що виникли внаслідок випадкового розповсюдження незавершеної версії гри на Steam. Воно включало в себе такі функції, як no-clipping та можливість перемикання від третьої особи. Rock Paper Shotgun також зазначив, що код виявив посилання на версію Xbox 360. В перший же день розробник Techland випустив патч, намагаючись вирішити 37 питань. Вийшов патч для консольних версій, що виправив безліч проблем, разом з проблемою пошкодження збережених ігор. Станом на 17 серпня 2013 року версія для ПК все ще містить багато повідомлень про помилки, пов'язані з ігровими порушеннями, включаючи неможливість використання збережених ігор.

### Суперечки
Гра не побачила світ у Німеччині через кількість насильства. Обмежений час деякі німецькі інтернет-магазини, такі як Amazon Germany, реалізовували Dead Island. Вона була проіндексована в листопаді 2011 року.
«Гендерні війни», розблокування можливості ігрового персонажу Парни, що збільшує її бойові навички проти чоловічих суперників — в процесі розробки згадувався як «повія-феміністка». Хоча він і був змінений упродовж всієї гри до випуску, оригінальне ім'я все ще можна знайти в налагоджувальному коді версії для ПК. Видавець Deep Silver описав цю лінію як «приватний жарт», який зробив один із розробників, і висловив жаль з приводу його появи у кінцевому продукті.

### Продажі
Було продано більше п'яти мільйонів примірників Dead Island. Це найвдаліша гра Techland.

## Продовження
Дивись також: Dead Island: Riptide.
3 листопада 2011 року Techland зареєструвала назву «Dead World». На питання появи продовження вони заперечили подібне виробництво. 5 червня 2012 року, на Е3 2012, Techland офіційно оголосив про іншу гру в лінійці Dead Island universe, окреме продовження під назвою Dead Island: Riptide. Закінчення Riptide також натякає на інше продовження.

## Наслідування
Дивись також: Dead Island (серія ігор).
7 серпня 2013 року Deep Silver оприлюднив нову гру під назвою Dead Island: Epidemic. У MOBA (multiplayer online battle arena) Epidemic грі (багатокористувацька онлайн-битва) три команди борються між собою за виживання й зустрічаючись з ордами нежиті, які населяють цю серію. 19 травня 2014 року Epidemic вийшла в світ через ранній доступ Steam, що дозволило гравцям брати активну участь у фінальній стадії розробки: повідомляючи про помилки та проблеми в рамках гри, беручи участь у її стабілізації. Гра Epidemic була вільною у доступі. 2015 року, під час відкритої бета-фази, гру скасували.
9 червня 2014 року, під час прес-конференції PlayStation E3, було оголошено про появу Dead Island 2. На відміну від суворого трейлера, новий ролик був яскравим і комедійним, схожим на серію Dead Rising. Гра була розроблена компанією Yager Development, а тепер і Sumo Digital.
1 липня 2014 року було оголошено про випуск Escape Dead Island. Гру розробили Fatshark. Вона побачила світ у листопаді 2014 року для PlayStation 3, Xbox 360 і Microsoft Windows.

## Пов'язані матеріали

### Комікси
Серія «Marvel Comics» випустила одну версію книги коміксів, яка починається з історії журналіста-розслідувача Роджера Говарда, який розглядає незаконну експлуатацію ресурсів острова Баной. Він з'явився в грі, як голос, який залишив плівки з записами.
Історія починається просто з приїзду Роджера Ховарда. Він пояснює, чому знаходиться на курорті Royal Palms, а потім починає спостерігати за Кеннетом Баллардом, менеджером Royal Palms. Отримавши доступ до його офісу, Роджер знаходить детальні файли про Сянь Мей, Парну, Логана Картера та Сем Бі. Після перегляду файлів Роджер чує стукіт в двері. Виправдовуючись, він починає пояснювати, що заблукав і шукає ванну кімнату. На жаль, після того як він відчиняє двері — стикається обличчям до обличчя з зомбі. Історія тут закінчується, а доля Роджера невідома. У відеоігрі зустрічаються звукові журнали Роджера, в яких він повільно втрачає розум від зараження. Коли вцілілі потрапляють до в'язниці, вони знаходять його останній аудіозапис, з якого дізнаються, що тюремна охорона вбила його, коли дізналася, що він заразився. Журнал був знайдений поруч з (імовірно) трупом Роджера.
Аудіо журнали деталізують його подорож, розкривають, що він і група інших вцілілих спробували втекти до джунглів, але зазнали аварії. На водія та Роджера напав інфікований Орангутанг, і коли водій помирає —Роджер рятується. Далі Роджер потрапляє до в'язниці, і стверджує, що створює цей журнал для вчених, щоб побачити повні симптоми інфекції, одночасно галюцинуючи своїм сином.

### Фільм
27 вересня 2011 року Lionsgate оголосили, що набули права на розробку фільму, якій базується на ігровому трейлері; оскільки те зображення сім'ї, яке відчайдушно бореться за своє життя — забезпечує художнє натхнення. 1 серпня 2014 року було оголошено про те, що Occupant Entertainment і Deep Silver випускають і фінансують фільм, але врешті він був скасований.

### Новела
Одночасно з виходом гри, на її основі, з'явилась новела.